# Кавенчин (Радомщанський повіт)
Кавенчин (пол. Kawęczyn) — село в Польщі, у гміні Масловиці Радомщанського повіту Лодзинського воєводства.
Населення — 239 осіб (2011).
У 1975-1998 роках село належало до Пйотрковського воєводства.

## Демографія
Демографічна структура станом на 31 березня 2011 року:
|          | Загалом | Допрацездатний вік | Працездатний вік | Постпрацездатний вік |
| -------- | ------- | ------------------ | ---------------- | -------------------- |
| Чоловіки | 120     | 30                 | 78               | 12                   |
| Жінки    | 119     | 29                 | 68               | 22                   |
| Разом    | 239     | 59                 | 146              | 34                   |